# Hoploscaphites
Hoploscaphites — рід амонітів родини Scaphitidae, що існував у пізній крейді (85 — 66 млн років тому).

## Поширення
Викопні рештки представників роду знаходять по всьому світі, включно з Антарктидою. В Україні рештки Hoploscaphites constrictus виявлені в Криму на горі Ак-Кая та в долині річки Бельбек в селі Мале Садове.

## Види
- H. angmartussutensis Birkelund, 1965
- H. birkelundae Landman & Waage, 1993
- H. comprimus (Owen, 1852)
- H. constrictus (Sowerby, 1817)
- H. indicus (Forbes, 1846)
- H. landesi Riccardi, 1983
- H. melloi Landman & Waage, 1993
- H. nicolletii (Morton, 1842)
- H. pumilis Stephenson, 1941
- H. quiriquinensis Wilckens, 1904
- H. tenuistriatus (Kner, 1848)
- H. vistulensis Blaszkiewicz, 1980
- H. youngi Larson, 2016